# Amara Lakhous
Amara Lakhous, né en 1970 à Alger, est un écrivain algérien.

## Biographie
Il vit en Italie et écrit en italien ainsi qu'en arabe.

## Œuvres traduites en français
- Choc des civilisations pour un ascenseur Piazza Vittorio [« Scontro di civiltà per un ascensore a piazza Vittorio »], trad. d’Élise Gruau, Arles, France, Actes Sud, 2007, 145 p.  (ISBN 978-2-7427-7038-0)
- Divorce à la musulmane à viale Marconi [« Divorzio all'islamica a viale Marconi »], trad. d’Élise Gruau, Arles, France, Actes Sud, 2012, 221 p.  (ISBN 978-2-330-00890-1)
- Querelle pour un petit cochon italianissime à San Salvario [« Contesa per un maialino italianissimo a San Salvario »], trad. d’Élise Gruau, Arles, France, Actes Sud, 2014, 160 p.  (ISBN 978-2-330-03704-8)
- L’Affaire de la pucelle de la rue Ormea [« La zingarata della verginella di Via Ormea »], trad. d’Élise Gruau, Arles, France, Actes Sud, 2017, 208 p.  (ISBN 978-2-330-07548-4)
- La Fertilité du Mal, trad. Lotfi Nia , Arles, France, Actes Sud, coll. « Actes noirs », 2024, 288 p.  (ISBN 978-2-330-19874-9)